# Termowizor

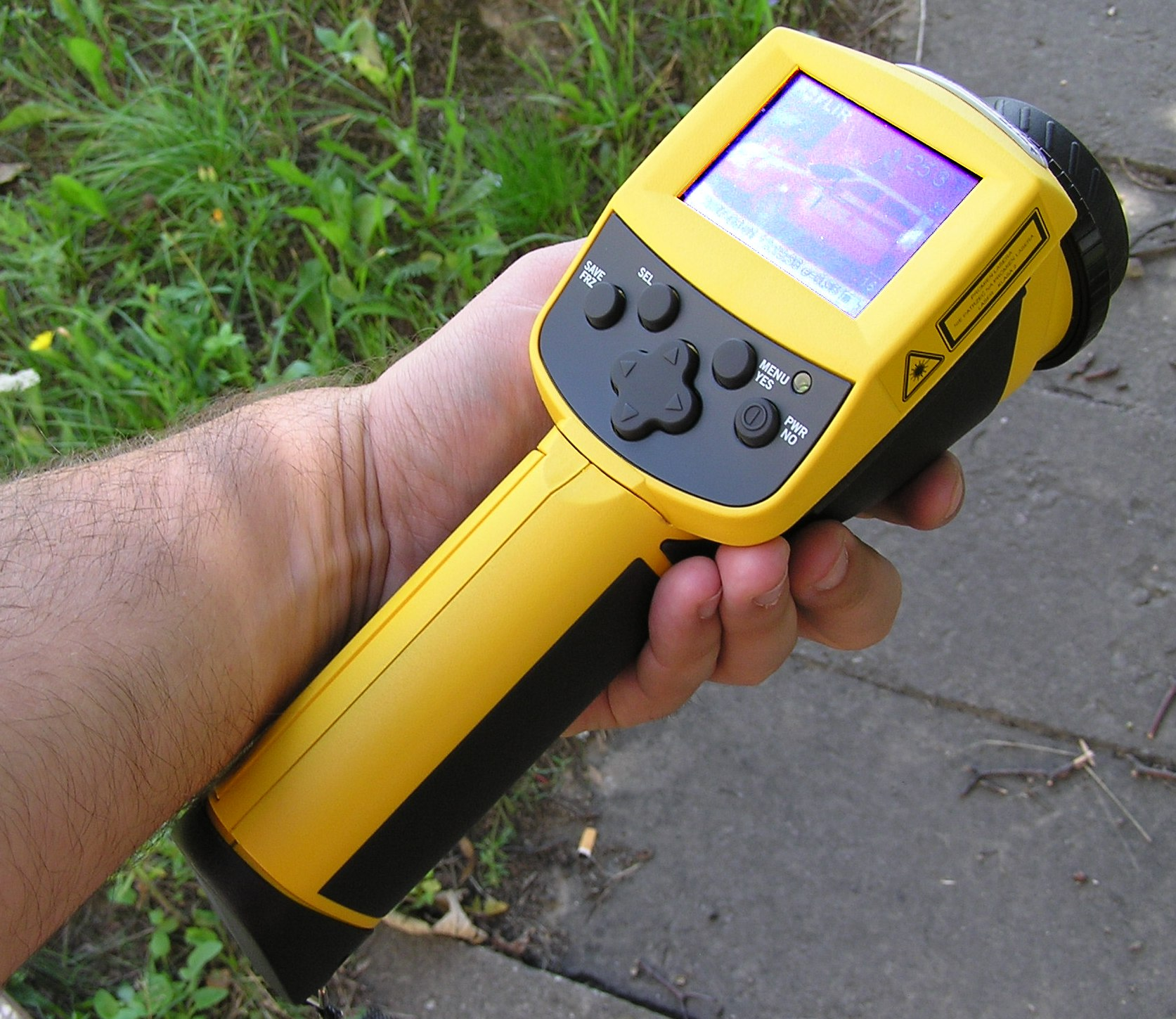
Termowizor pomiarowy

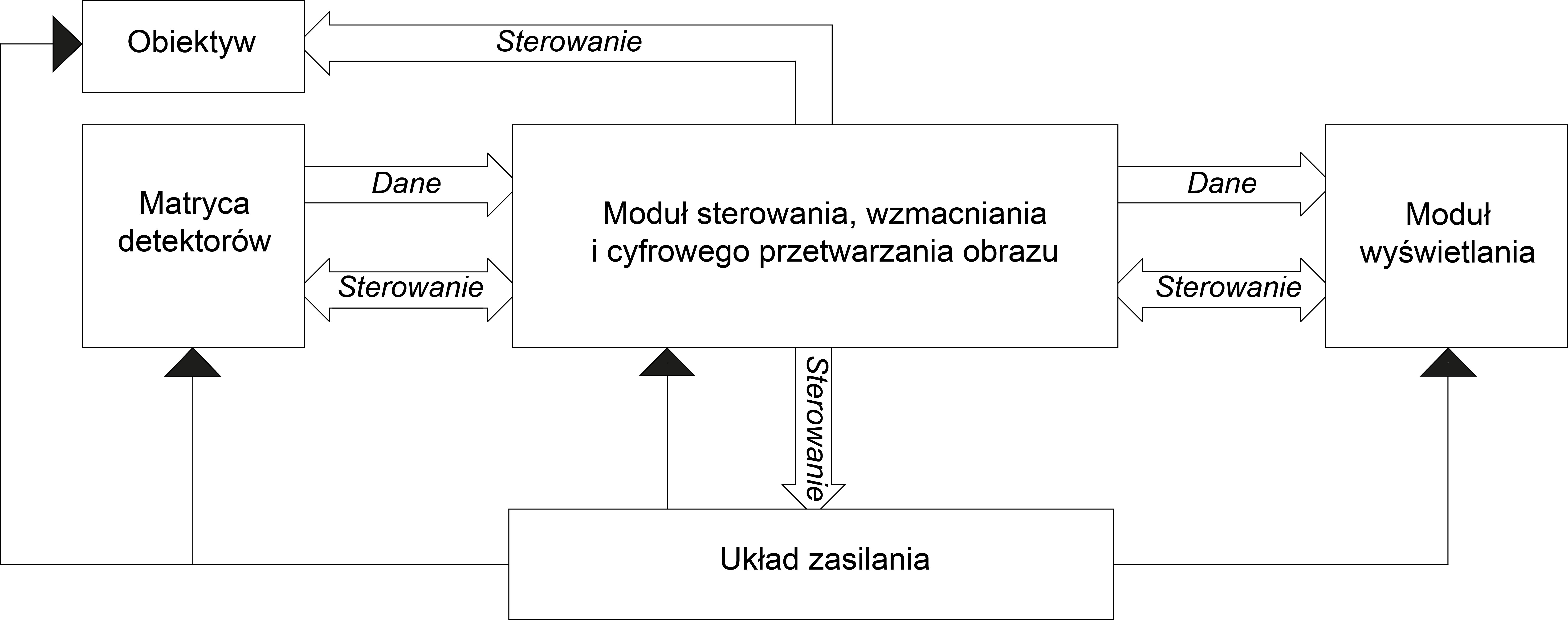
Schemat działania

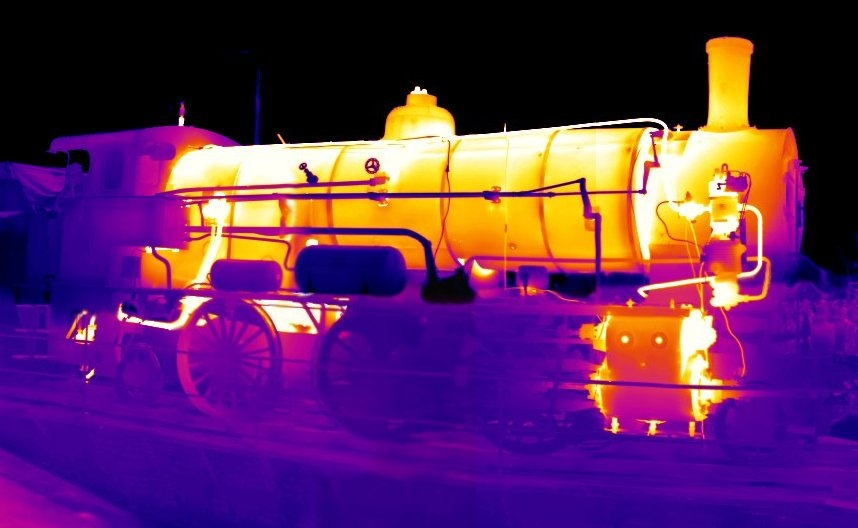
Termogram parowozu wykonany kamerą wysokiej rozdzielczości

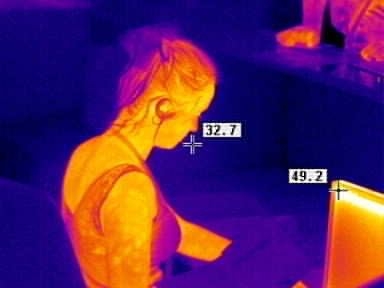
Przykładowy termogram rozdzielczości 384 × 288

Termowizor, kamera termowizyjna, kamera termalna – optoelektroniczne urządzenie obrazowe analizujące tzw. temperaturowe promieniowanie podczerwieni. Występuje w wersjach obserwacyjnych oraz pomiarowych.
Na Zachodzie urządzenia te występują głównie pod nazwami będącymi odpowiednikami nazw: kamera termiczna, termograficzna lub kamera podczerwieni, zwłaszcza gdy z kontekstu wynika, że jej zakres czułości widmowej obejmuje pasma 3–5 lub 8–13 mikrometrów. Pasma te pokrywają się z obszarami wysokiej przepuszczalności atmosfery dla promieniowania podczerwonego.
O atrakcyjności zobrazowań bądź badań metodą termowizyjną decyduje wszechobecność promieniowania temperaturowego, zbyteczność stosowania jakichkolwiek zewnętrznych źródeł oświetlenia, znacznie mniejszy wpływ mgieł, dymów oraz klasycznych dla promieniowania widzialnego oddziaływań maskujących. Zdolność aparatury do tworzenia, w czasie rzeczywistym, zobrazowań mikrozmian w rozkładach temperatury stwarza unikatowe możliwości obserwacji, wykrywania oraz diagnozowania stanu badanych obiektów. Operator kamery decyduje o sposobie różnicowania tych rozkładów w obrazie wyjściowym (zobrazowania czarno-białe, biało-czarne lub kolorowe z różnym doborem skal).
W latach 50–70 XX w. kamery termiczne budowano głównie na bazie kriogenicznie chłodzonych, pojedynczych detektorów fotonowych promieniowania podczerwonego. W późniejszych rozwiązaniach zaczęły dominować detektory wieloelementowe – linijki oraz matryce detektorów. W drugiej połowie lat 90 XX w. nastąpił przełom technologiczny, polegający na skonstruowaniu względnie tanich matryc niechłodzonych detektorów termicznych, dzięki czemu radykalnie spadły ceny, przy jednoczesnym wzroście walorów użytkowych tych kamer. Doszło wówczas do gwałtownego rozszerzenia oferty aparaturowej oraz pola zastosowań – zarówno w tradycyjnym dla tych urządzeń sektorze aparatury specjalnej (wojsko, policja, służby ochrony granic i mienia, straże pożarne i ratownictwo), jak i w sektorze aparatury cywilnej.
W kamerach o najwyższych parametrach wykrywalności i rozdzielczości termicznej nadal jednak są stosowane matryce kriogeniczne. Szczególne nadzieje wiąże się z obrazowaniem multispektralnym w podczerwieni oraz łączeniem kamer termicznych z kamerami i czujnikami innych typów. Lista cywilnych zastosowań kamer termicznych liczy ponad 100 obszarów i stale jest rozszerzana. Szczególną popularność tego typu kamer prognozuje się dla zastosowań:
- w komunikacji – poprawa zakresu widzenia i wykrywalności przeszkód,
- w diagnostyce przemysłowej – wyposażenie indywidualne oraz sieci czujników obrazowych,
- w robotyce – automaty wojskowe bądź cywilne,
- w straży pożarnej i ratownictwie – prace w warunkach ograniczonej widzialności.